# Marché noir
Pour l’article homonyme, voir Marché noir (homonymie).
 (avril 2012).
Si vous disposez d'ouvrages ou d'articles de référence ou si vous connaissez des sites web de qualité traitant du thème abordé ici, merci de compléter l'article en donnant les références utiles à sa vérifiabilité et en les liant à la section « Notes et références ».
Le marché noir est un marché clandestin.

## Définition
Pouvant porter sur des biens autorisés, qui sont par ailleurs traités dans le marché conventionnel, le marché noir est apparenté à la contrebande en ceci que les restrictions réglementaires et fiscales du pouvoir en place sont contournées, et que les marchandises illégales y trouvent leur place, comme les armes, drogues, espèces animales et végétales protégées et organes. Ce type de marché favorise la corruption, et de manière plus générale la criminalité.[réf. nécessaire]

## Caractéristiques
Des marchés noirs spécifiques apparaissent en période de pénurie, faisant monter les prix des marchandises. En général, le pouvoir politique intervient pour taxer les prix et organiser des circuits de distributions spéciaux (rationnement), ce qui pousse les vendeurs à chercher un débouché plus lucratif. Les produits détournés des circuits officiels de rationnement sont vendus illégalement à des prix plus élevés. Un marché noir relève généralement du secret de Polichinelle : tout le monde sait qu'il existe, tout le monde l'alimente (soit comme acheteur, soit comme vendeur). Une fraction des marchandises prévues pour le marché officiel est toujours détournée vers le marché noir, avec des complicités internes souvent à haut niveau ; cela accroît la pénurie et fait monter les prix au marché noir, au profit de ses organisateurs.[réf. nécessaire]

## L’économie du marché noir
Une économie souterraine échappe aux systèmes de taxation. Son mode de fonctionnement transnational invoque des plates-formes offshore et des montages dans les paradis financiers invalidant les dispositifs de lutte contre le blanchiment de l'argent sale (placement des fonds émanant du marché noir dans le circuit formel), liés à des dispositifs de droit propres aux nations.

## Histoire du marché noir

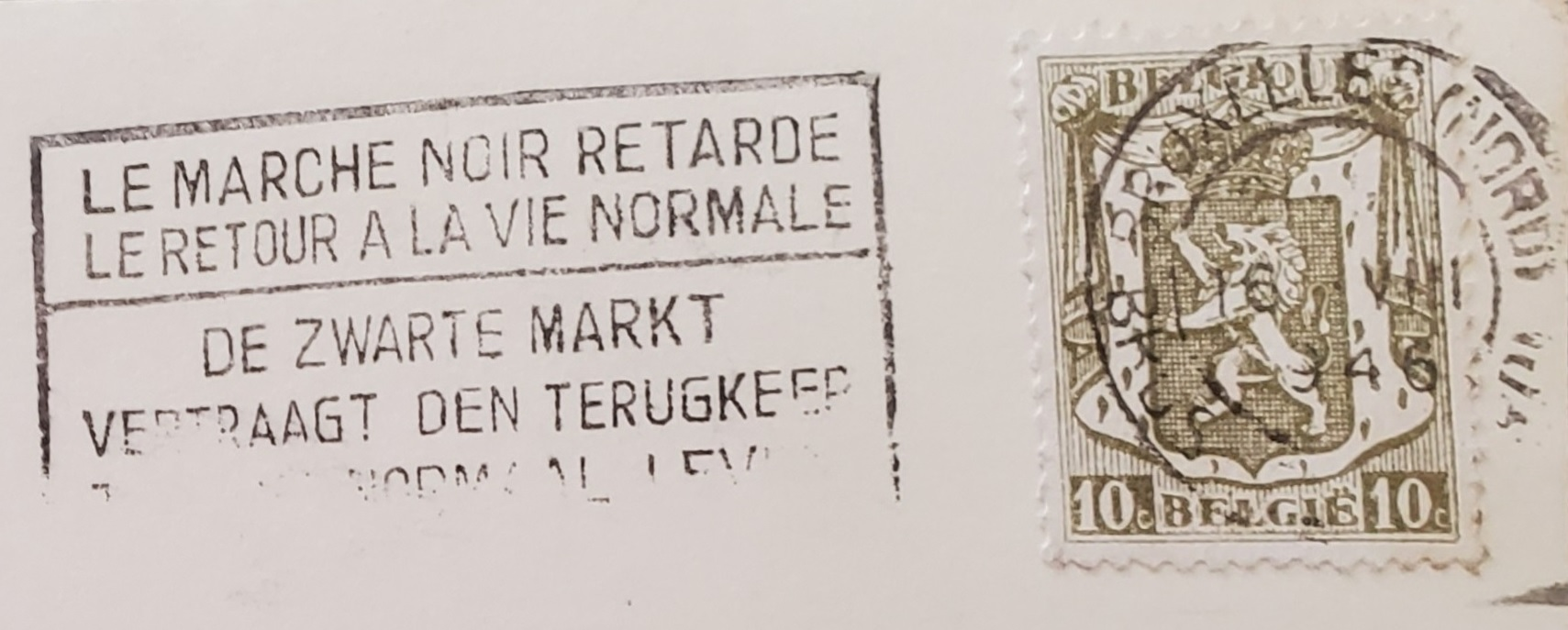
Flamme postale de Belgique en 1946.

Il semble que l'expression « marché noir » (mais pas l'expression « travail au noir ») date de la Seconde Guerre mondiale. Le terme schwarz, « noir » en allemand, se retrouvait dans de nombreuses expressions. Il se serait largement diffusé sous l'Occupation et les restrictions de nourriture qui faisaient rage en Allemagne, chacun essayant de se procurer de quoi vivre dans des sortes de marchés clandestins. Ceux-ci furent d'ailleurs florissants dans les années 1940 et avaient lieu la plupart du temps dans des caves obscures.

### Pendant la Seconde Guerre mondiale
En France en 1944, avant la Libération, le prix du beurre était cinq fois supérieur au tarif officiel, et le prix des œufs était quatre fois plus élevé.
Le roman Au bon beurre ou dix ans de la vie d’un crémier de Jean Dutourd, paru le 10 septembre 1952 aux éditions Gallimard et ayant reçu le prix Interallié la même année, brosse le portrait au vitriol d’un couple de commerçants qui fait fortune sous l’Occupation grâce au marché noir.
Le thème du film La Traversée de Paris (1956, avec Jean Gabin, Louis de Funès et Bourvil) repose sur le marché noir qui s'organisa durant l'occupation de la France par l'Allemagne entre 1940 et 1944.

### Les marchés noirs aujourd'hui
Les marchés noirs existent toujours et tendent à croître avec Internet. Ces marchés utilisent alors des réseaux anonymes pour faire leurs affaires dans l'anonymat. C'est par exemple le cas de Silk Road, un marché noir spécialisé dans la vente de stupéfiants, qui est né et s'est développé sur le réseau Tor.
Le monde du spectacle et de la musique est très touché par le marché noir. Environ 20 à 30 % des places de spectacles et concerts sont récupérés par des réseaux revendant ces places au marché noir. À la mise en vente des places, des robots achètent les places automatiquement en très grand nombre provoquant une rupture de stock rapide. Ces places sont alors revendues auprès du grand public jusqu'à dix fois leur prix d'origine. Le Prodiss, union du spectacle musical et de variété, a lancé le site levraibillet.fr afin de sensibiliser le grand public et de lutter contre le marché noir.